# Nazarje
Nazarje è un comune di 2 665 abitanti della Slovenia centrale.